# Laser- und Medizin-Technologie Berlin
Die Laser- und Medizin-Technologie GmbH, Berlin (LMTB) war eine außeruniversitäre Forschungseinrichtung in Berlin. Aufgabe der LMTB war es, Forschung und Entwicklung auf den Gebieten der Medizintechnik und Angewandten Lasertechnik zu betreiben. Zum 25. November 2016 eröffnete die LMTB wegen Zahlungsausfällen das Insolvenzverfahren und ist seit Mai 2017 nicht mehr existent.

## Geschichte
Am 1. Juni 1985 erfolgte die Gründung in Berlin-Dahlem. Zunächst war das Laser-Medizin-Zentrum (LMZ) in den zentralen Tierlaboratorien des Universitätsklinikums Steglitz untergebracht. 1995 wurde die Fusion des LMZ mit dem Festkörper-Laser-Institut Berlin GmbH (FLI), einem An-Institut an der TU Berlin, rückwirkend zum 1. Juni 1995 beschlossen. Der neue Name war Laser- und Medizin-Technologie GmbH, Berlin. 1996 zog der Geschäftsbereich Lasertechnik in das Photonikzentrum in Berlin-Adlershof, heute ein Teil des Wissenschafts- und Wirtschaftsstandorts Adlershof (WISTA). Im Jahre 2000 zog der Geschäftsbereich Medizintechnik in die Fabeckstraße auf das Gelände des ehemaligen US-Hospitals. Seit 2010 sind alle Geschäftsbereiche unter einem Dach vereint.
Die LMTB hatte Kooperationsverträge mit allen drei Berliner Hochschulen (Technische Universität Berlin, Freie Universität Berlin und Humboldt-Universität zu Berlin) für die wissenschaftliche Zusammenarbeit, um deren Know-how und Einrichtungen zu nutzen. Die Kernkompetenzen liegen in der technologischen Umsetzung der Themenkreise
- Gewebeoptik
- Medizin(-technik)
- Laseranwendungen

an der Schnittstelle zwischen klinischen Anwendungen und produzierenden Firmen.
Die Forschungs- und Entwicklungsarbeiten der LMTB wurden ohne Grundfinanzierung ausschließlich aus Zuwendungen im Rahmen der Projektförderung des Bundesministeriums für Bildung und Forschung, Bundesministeriums für Wirtschaft (BMWi) und des Landes Berlin, aus Verträgen mit der EU, aus Unteraufträgen öffentlich geförderter Vorhaben Dritter, aus Industrieaufträgen und aus Gebühren der durchgeführten Kurse finanziert. Die enge Zusammenarbeit mit den Berliner Universitäten auf der Basis des Kooperationsvertrags und mit verschiedenen Abteilungen/Universitätskliniken erlaubte gleichzeitig eine Vertiefung der Grundlagen und den Bezug zu den konkreten Fragen der klinischen Routine. Der Praxisbezug im Bereich der Lasermaterialbearbeitung und -messtechnik ergab sich über Industrieaufträge.
Die LMTB war Teil des Kompetenzzentrums „Miniaturisierte Monitoring- und Interventionssysteme“ (MOTIV) und damit der „German Medical Technology Alliance“ (GMTA), Mitglied des Kompetenznetzes für Optische Technologien in den Ländern Berlin und Brandenburg (OpTecBB) und hält Kontakt zur TSB Technologiestiftung Berlin, insbesondere der TSBmedici.

## Schwerpunkte
- Gewebeoptik streuender Medien
- Optische Sensorik
- Optische Blutanalytik
- In-vivo-Mikroskopie
- Fluoreszenzbildgebung
- Lasertherapie
- Lasermikrobearbeitung metallischer und nicht-metallischer Werkstoffe
- Entwicklung von optischen Systemkomponenten für die Lasermikrobearbeitung

## Dienstleistungen
- Wissenschaftliche Auftragsforschung
- Beratung und Schulung
  - Kurs „Laser in der Medizin“
  - Kurs „Laser in der Zahnmedizin“
- Machbarkeitsstudien
- Muster- und Kleinserienfertigung
- Laserpräzisionsbearbeitung
- Verfahrensentwicklung und -validierung
- Konstruktion und Entwicklung optischer Laborgeräte
- Recherchen, Bedarfsanalysen, Marktstudien, Ideenabsicherung
- Technologietransfer